# Cephalonomia gallicola
Cephalonomia gallicola (Ashmead, 1887) è un microimenottero appartenente alla famiglia Bethylidae.

## Biologia
Gli adulti misurano 1,5 - 2 mm e sono simili a minuscole formiche arancioni aculeate. Si tratta di una specie parassitoide, che si nutre principalmente di larve del tarlo del legno (Anobium punctatum e Oligomerus ptilinoides), non disdegnando quelle di altri coleotteri infestanti derrate alimentari (come Stegobium paniceum e Oryzaephilus surinamensis). C. gallicola vive nelle gallerie scavate dai tarli dei mobili, con l'aculeo punge le larve del tarlo paralizzandole per poi nutrirsene.

## Rapporti con l'uomo
Occasionalmente C. gallicola può pungere anche l'uomo, rendendosi responsabile di dermatiti ricorrenti. La puntura generalmente è molto dolorosa e pruriginosa e le lesioni principalmente si distribuiscono alle parti coperte del corpo.

## Metodi di lotta
Uno dei metodi per eliminare Cephalonomia gallicola è di risolvere l'infestazione da tarli del legno, trattando gli impalcati lignei con le microonde oppure, se si tratta di mobili, ricorrendo ad interventi in atmosfera modificata .